# Zielona Partia Ekologów
Zielona Partia Ekologów (rum. Partidul Verde Ecologist) – mołdawska partia polityczna o programie proekologicznym.

## Powstanie
Ugrupowanie powstało 9 kwietnia 1992 roku pod pierwotną nazwą Środowiskowa Partia Mołdawii "Zielony Sojusz". Pierwszym przywódcą partii był Gheorghe Malarciuc. Wzorem dla działalności "Zielonego Sojuszu" były ugrupowania ekologiczne państw wysokorozwiniętych, w których obywatele mają świadomość potrzeby dbania o środowisko naturalne. Jednym z podstawowych celów ugrupowania była edukacja ekologiczna społeczeństwa mołdawskiego.

## Platforma polityczna
Hasłem jakim kieruje się ugrupowanie jest tzw. potrójny pacyfizm w skład którego wchodzi nurt ekologiczny, socjalny i demokratyczny. Socjalny element dotyczy polepszenia warunków życiowych społeczeństwa poprzez zwiększenie zatrudnienia, podwyższenie pensji oraz powszechność edukacji. Pacyfizm demokratyczny, wyrażony jest w postulatach decentralizacji władzy państwowej na rzecz zwiększenia uprawnień administracji lokalnej. Postulaty ekologiczne dotyczą powstrzymania procesu degradacji środowiska naturalnego w kraju.
Partia sprzeciwia się również wszelkim przejawom separatyzmu w Mołdawii. Ugrupowanie popiera również zakaz produkcji i posiadania broni jądrowej, chemicznej i biologicznej.

## Wyniki w wyborach
W wyborach parlamentarnych w 1994 roku partia zdobyła 0,4% głosów. W kolejnych wyborach w 1998 roku zieloni byli częścią koalicji wyborczej Demokratyczna Konwencja Mołdawii, która uzyskała ponad 19,4% głosów i zdobyła 26 mandatów parlamentarnych. W kolejnych wyborach, ugrupowanie nie brało udziału. Po jedenastoletniej przerwie, partia wystartowała w wyborach parlamentarnych w lipcu 2009 i uzyskała 0,41% ważnie oddanych głosów. W kolejnych wyborach zorganizowanych w 2010 roku, partia zdobyła 0,08% oddanych głosów. W wyborach w 2014 roku, zieloni uzyskali wynik na poziomie 0,09%.